# Gnathophausia gracilis
Gnathophausia gracilis is een kreeftachtigensoort uit de familie van de Gnathophausiidae. De wetenschappelijke naam van de soort werd in 1875 voor het eerst geldig gepubliceerd door Rudolf von Willemoes-Suhm.